# Taylors
Taylors ist ein Census-designated place in der Nähe von Greenville im US-Bundesstaat South Carolina. Das U.S. Census Bureau hat bei der Volkszählung 2020 eine Einwohnerzahl von 23.222 ermittelt.
Die Greenville County School ist der größte Schulkomplex in ganz South Carolina. Diese Schule besuchen über 60.000 Schüler. Es gibt natürlich auch viele Colleges und Universitäten, darunter ist die Bob Jones University, die Clemson University, das North Greenville College und das Greenville Technical College.

## Geographie
Taylors geographische Koordinaten lauten 34° 55′ N, 82° 19′ W (34,913236, −82,310817). Der Enoree River fließt durch den Ort. Während des späten 19. und frühen 20. Jahrhunderts waren die Chick Springs ein beliebter Erholungsort für die gehobenere Gesellschaft in Upstate South Carolina.
Nach den Angaben des United States Census Bureaus hat der CDP eine Gesamtfläche von 28 km2, alles Land.